# Макклауд (Каліфорнія)
Макклауд (англ. McCloud) — переписна місцевість (CDP) в США, в окрузі Сискію штату Каліфорнія. Населення — 945 осіб (2020).

## Географія
Макклауд розташований за координатами 41°15′17″ пн. ш. 122°8′10″ зх. д. / 41.25472° пн. ш. 122.13611° зх. д. (41.254739, -122.136221).  За даними Бюро перепису населення США в 2010 році переписна місцевість мала площу 6,44 км², з яких 6,27 км² — суходіл та 0,17 км² — водойми.

### Клімат
| Клімат : Макклауд       | Клімат : Макклауд | Клімат : Макклауд | Клімат : Макклауд | Клімат : Макклауд | Клімат : Макклауд | Клімат : Макклауд | Клімат : Макклауд | Клімат : Макклауд | Клімат : Макклауд | Клімат : Макклауд | Клімат : Макклауд | Клімат : Макклауд | Клімат : Макклауд |
| Показник                | Січ.              | Лют.              | Бер.              | Квіт.             | Трав.             | Черв.             | Лип.              | Серп.             | Вер.              | Жовт.             | Лист.             | Груд.             | Рік               |
| Абсолютний максимум, °C | 21,7              | 26,1              | 28,9              | 32,2              | 37,8              | 40,6              | 42,2              | 41,7              | 41,1              | 35,6              | 28,3              | 22,8              | 42,2              |
| Середній максимум, °C   | 7,7               | 9,5               | 12,4              | 16,6              | 21,5              | 25,9              | 30,7              | 30,3              | 26,8              | 20,7              | 12,9              | 8,5               | 18,6              |
| Середній мінімум, °C    | −4,6              | −3,3              | −2,1              | −0,2              | 2,8               | 5,9               | 8,1               | 6,9               | 4,2               | 1,1               | −1,8              | −3,9              | 1,1               |
| Абсолютний мінімум, °C  | −23,9             | −24,4             | −15,6             | −13,3             | −10               | −5,6              | −0,6              | −6,7              | −6,1              | −10               | −15,6             | −22,8             | −24,4             |
| Норма опадів, мм        | 207               | 202               | 160               | 86                | 57                | 32                | 6                 | 8                 | 23                | 75                | 148               | 204               | 1209              |
| Днів з опадами          | 12                | 12                | 11                | 9                 | 7                 | 5                 | 1                 | 2                 | 3                 | 6                 | 9                 | 12                | 89,0              |
| ----------------------- | ----------------- | ----------------- | ----------------- | ----------------- | ----------------- | ----------------- | ----------------- | ----------------- | ----------------- | ----------------- | ----------------- | ----------------- | ----------------- |
| Джерело: WRCC           |                   |                   |                   |                   |                   |                   |                   |                   |                   |                   |                   |                   |                   |

## Демографія
Згідно з переписом 2010 року, у переписній місцевості мешкала 1101 особа в 528 домогосподарствах у складі 310 родин. Густота населення становила 171 особа/км².  Було 732 помешкання (114/км²).
Расовий склад населення:
| - 94,4 % — білих - 0,9 % — корінних американців - 0,7 % — чорних або афроамериканців - 0,5 % — азіатів |

До двох чи більше рас належало 3,0 %. Частка іспаномовних становила 5,9 % від усіх жителів.
За віковим діапазоном населення розподілялося таким чином: 17,1 % — особи молодші 18 років, 56,5 % — особи у віці 18—64 років, 26,4 % — особи у віці 65 років та старші. Медіана віку мешканця становила 51,8 року. На 100 осіб жіночої статі у переписній місцевості припадало 94,2 чоловіків;  на 100 жінок у віці від 18 років та старших — 93,0 чоловіків також старших 18 років.
Середній дохід на одне домашнє господарство  становив 43 563 долари США (медіана — 38 068), а середній дохід на одну сім'ю — 50 712 долари (медіана — 47 045). Медіана доходів становила 31 188 доларів для чоловіків та 29 524 долари для жінок. За межею бідності перебувало 21,9 % осіб, у тому числі 29,7 % дітей у віці до 18 років та 5,3 % осіб у віці 65 років та старших.
Цивільне працевлаштоване населення становило 369 осіб. Основні галузі зайнятості: освіта, охорона здоров'я та соціальна допомога — 27,6 %, мистецтво, розваги та відпочинок — 14,4 %, роздрібна торгівля — 11,7 %.